# Agonus cataphractus
Agonus cataphractus — вид скорпеноподібних риб родини агонові (Agonidae).

## Опис
Тіло рибки покрите твердими кістковими пластинками, що обмежує гнучкість риби. Розмір тіла сягає 21 см.

## Розповсюдження
Зустрічається у прибережних водах Норвегії, Британських островів, Фарерських островів і у Північному морі. Він мешкає на глибині від 5 до 20 метрів, але мігрує у більш глибокі води у зимовий період.